# Dodge Charger (2024)
Der Dodge Charger ist ein amerikanisches Pkw-Modell von Stellantis, das im März 2024 als batterieelektrisches Serienmodell in einer drei- und fünftürigen Variante vorgestellt wurde, nachdem im August 2022 bereits ein sehr ähnliches Konzeptfahrzeug als Coupé präsentiert wurde. Der Charger ist seit 2024 als Kombicoupé und seit 2025 als Kombilimousine erhältlich. Die achte Generation der Limousine wird der oberen Mittelklasse zugerechnet; das Coupé folgte in der dritten Generation dem Dodge Challenger. Erstmals ist der Charger Daytona mit einem batterieelektrischen Antriebsstrang verfügbar. Eine benzinbetriebene Version namens Charger Sixpack kam 2025 auf den Markt und ist mit einem 3,0-Liter-Reihensechszylinder-Hurricane-Motor ausgestattet.

## Geschichte
Der Dodge Charger Daytona SRT wurde als Designstudie am 17. August 2022 am dritten Tag der Dodge Speed Week in Pontiac, Michigan, vorgestellt. Das Konzeptfahrzeug verfügt über einen neuen Antriebsstrang namens Banshee, der laut Dodge die Hemi-, Hellcat- und Redeye-Motoren der vorherigen Generation des Serienmodells übertreffen wird. Das Conceptcar sollte einen Ausblick auf die elektrifizierte Zukunft der Marke Dodge geben und verfügt über einen Auspuffsoundgenerator, der 126 dB erreichen kann und damit so laut ist wie ein Dodge mit Hellcat-Antrieb. Dodge zeigte auf der SEMA in Las Vegas (Specialty Equipment Market Association-Fachmesse) im November 2022 einen roten Charger Daytona SRT und präsentierte einen Geschwindigkeitsschlüssel zur Leistungssteigerung auf bis zu 492 kW (670 PS). Am 5. März 2024 wurde der neue Dodge Charger mit Fließheck als Drei- und Fünftürer vorgestellt, wobei der Dreitürer im Jahr 2024 und der Fünftürer 2025 auf den Markt kommen sollte. Die benzinbetriebene Version mit Reihensechszylindermotor folgte 2025. In einem Interview wurde bekanntgegeben, dass das Modell ab der zweiten Jahreshälfte 2025 auch in Europa angeboten werden soll. Die Produktion erfolgt in Kanada. Das Design, insbesondere der Front- und Heckpartie, ist inspiriert vom Modelljahr 1968 der 1. Generation des Dodge Charger.

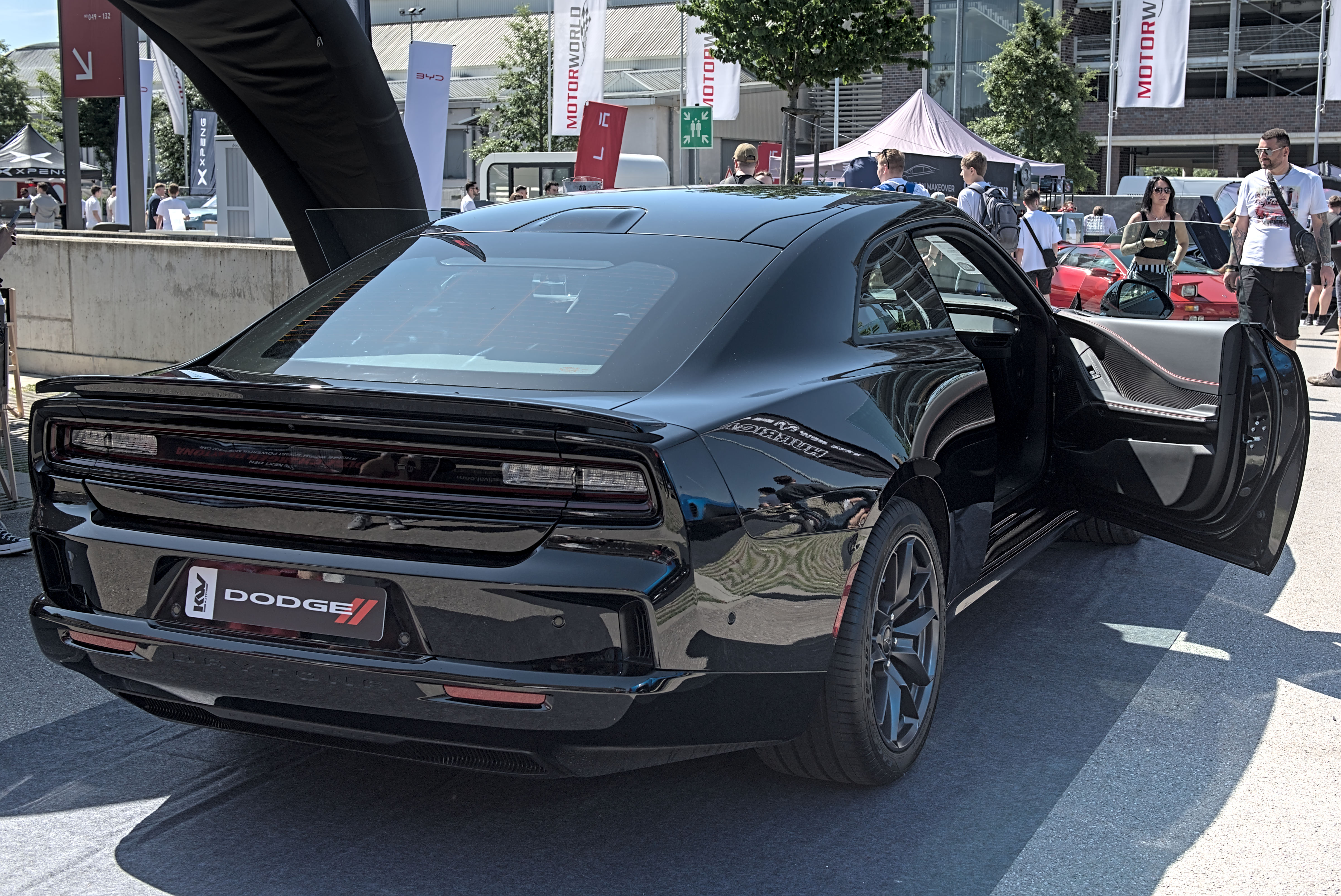
Heckansicht
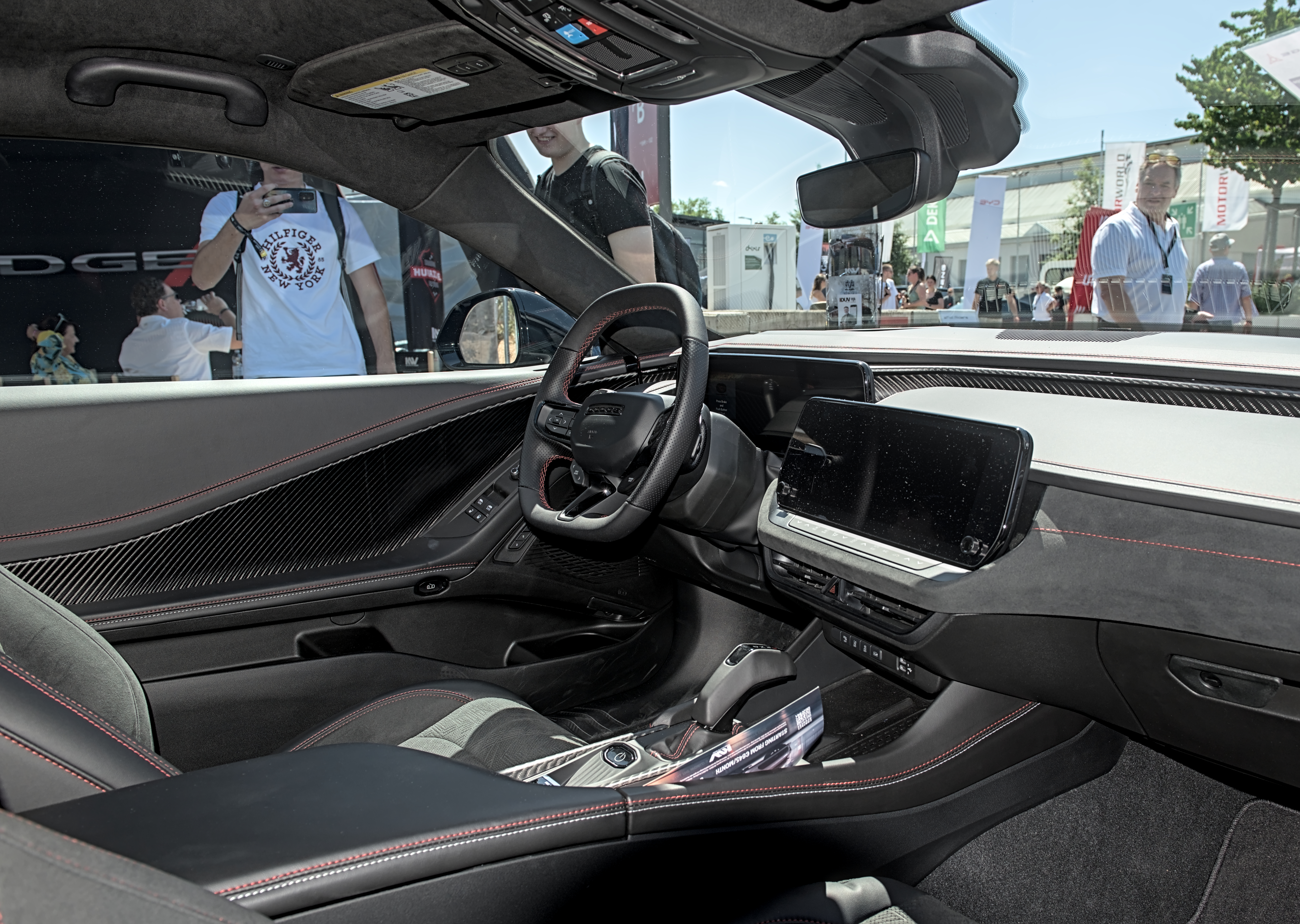
Innenraum
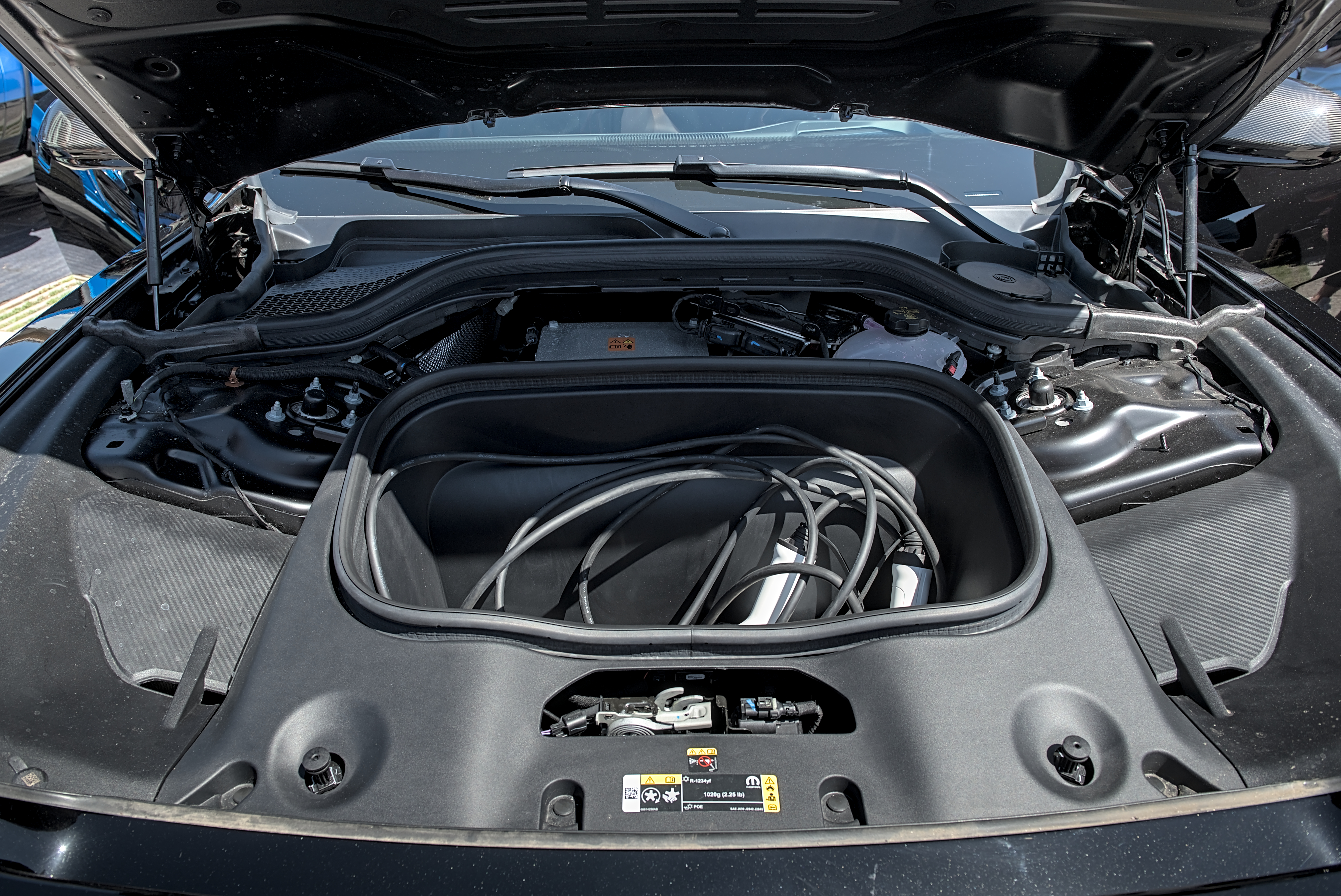
Motorraum mit Frunk
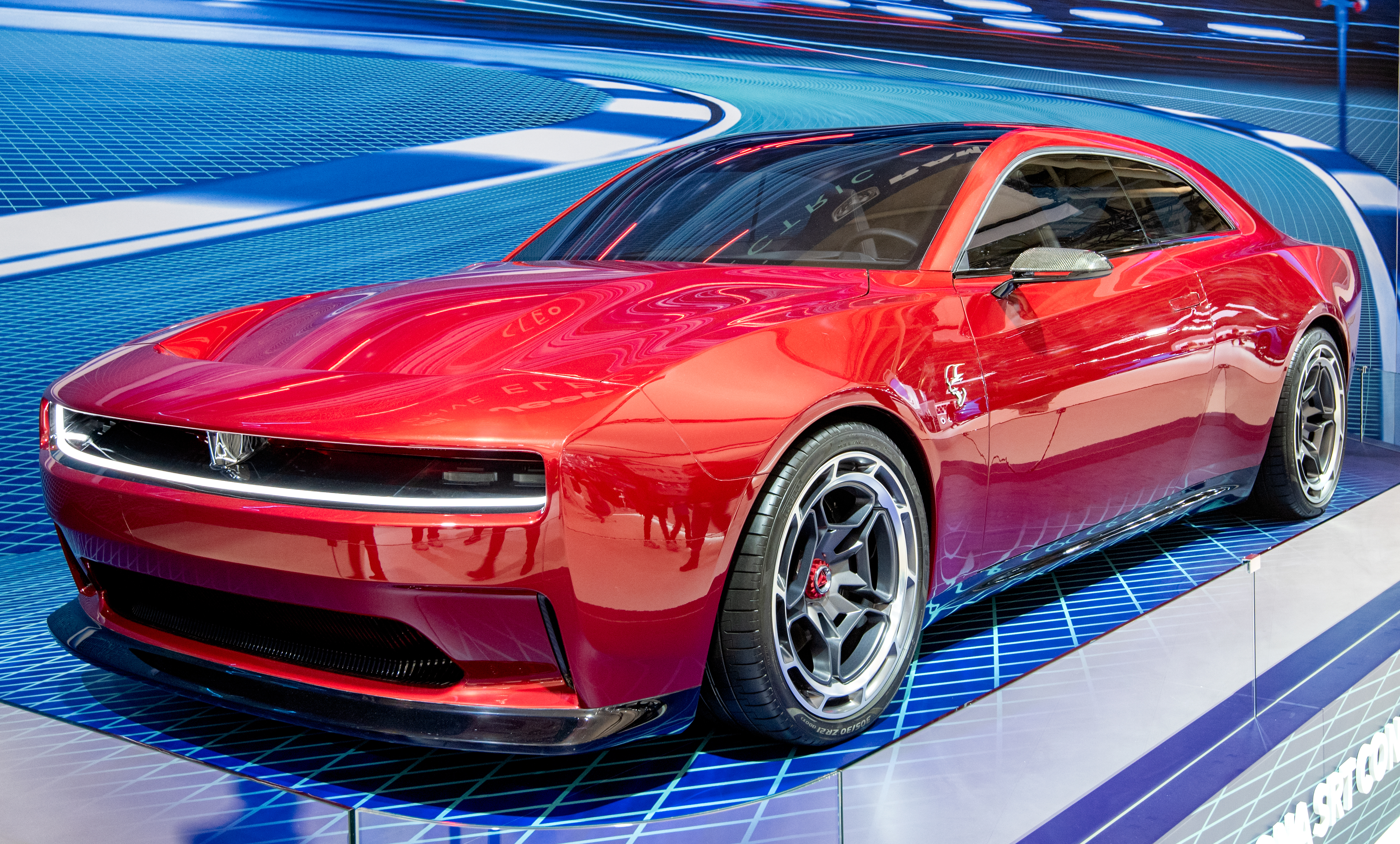
Dodge Charger Daytona SRT Concept

## Technik
Die Serienversion des Charger, die auf der STLA Large-Plattform von Stellantis basiert, wird mit einem 3,0-Liter-Reihensechszylinder-Ottomotor aus dem Jeep Wagoneer L erhältlich sein, während das Spitzenmodell Daytona vollständig elektrisch angetrieben sein wird.
Der Charger Daytona ist in den zwei Versionen R/T und Scat Pack mit 340 kW (462 PS) bzw. 470 kW (639 PS) und zwei Elektromotoren erhältlich. Das Drehmoment beträgt 547 bzw. 849 Nm. Beide sind serienmäßig mit Allradantrieb und einer 100,5-Kilowattstunden-Batterie ausgestattet. Die Beschleunigung von 0 auf 100 km/h liegt bei 4,7 bzw. 3,3 Sekunden. Die Ladeleistung bei Wechselspannung beträgt 11 kW, bei Gleichspannung bis zu 183 kW.
Der Charger Sixpack wird von einem 3,0-Liter-Hurricane-Reihensechszylinder mit zwei Turboladern und 309 kW (420 PS) oder 404 kW (550 PS) angetrieben.
Die Brembo-Bremsanlage hat Sechskolben-Bremssättel vorne und Vierkolben-Bremssättel hinten sowie 16-Zoll-Bremsscheiben.
Ungewöhnlich ist der von Dodge zum Patent angemeldete „R-Wing“ genannte Frontspoiler, welcher die Luft durch die Frontverkleidung über die Haube strömen lässt. Der Auftrieb an der Front soll um bis zu 30 % und der Luftwiderstand um bis zu 3 % reduziert werden. Ebenfalls neu ist die von Dodge entwickelte „Fratzonic Chambered“ genannte Auspuffanlage. Fahrer sollen den gewünschten Fahrsound einstellen können. Das System reagiert auf Fahrmanöver und passt den Klang entsprechend an, so soll auch ein Drag-Modus einstellbar sein.